# Strażnica WOP Hołny Wolmera
Strażnica Wojsk Ochrony Pogranicza Hołny Wolmera – nieistniejący obecnie podstawowy pododdział graniczny Wojsk Ochrony Pogranicza pełniący służbę graniczną na granicy polsko-radzieckiej.

## Formowanie i zmiany organizacyjne
Strażnica została sformowana w 1945 w strukturze 26 komendy odcinka jako 124 strażnica WOP (Hołny Wolmera) o stanie 56 żołnierzy. Kierownictwo strażnicy stanowili: komendant strażnicy, zastępca komendanta do spraw polityczno-wychowawczych i zastępca do spraw zwiadu. Strażnica składała się z dwóch drużyn strzeleckich, drużyny fizylierów, drużyny łączności i gospodarczej. Etat przewidywał także instruktora do tresury psów służbowych oraz instruktora sanitarnego. Strażnica przejęła budynki po przedwojennej strażnicy KOP .
W latach 1948–31 grudnia 1950, 124 strażnica OP Hołyn Wolmera była w strukturach 13 batalionu Ochrony Pogranicza w Sejnach. Na dzień 21 kwietnia 1948 strażnica liczyła 40 żołnierzy .
W latach 1 stycznia 1951–15 listopada 1955, 124 strażnica WOP Hołny Wolmera była w strukturach 222 batalionu WOP w Sejnach i w 1951 stacjonowała w Hołny Wolmera. 
Od 15 marca 1954 wprowadzono nową numerację strażnic. Strażnica III kategorii otrzymała numer 118.
15 listopada 1955 zlikwidowano sztab 222 batalionu WOP. Strażnica podporządkowana została bezpośrednio pod sztab 22 brygady WOP w Białymstoku. W sztabie brygady wprowadzono stanowiska nieetatowych oficerów kierunkowych odpowiedzialnych za służbę graniczną strażnic. Na początku 1956 ponownie przejściowo sformowano batalion graniczny w Sejnach i podporządkowano mu strażnicę nr 118'.
Opracowany w maju 1956 przez Dowództwo WOP kolejny plan reorganizacji formacji przewidywał rozformowanie kilku brygad, sztabów, batalionów i strażnic. Ta reforma miała przede wszystkim korzyści finansowe. W wyniku tej reformy, w lipcu 1956 rozformowany został 222 Batalion WOP, a także Strażnica WOP Hołny Wolmera . W jej miejsce zorganizowano placówkę graniczną WOP kategorii „B” Hołny Wolmera.
W 1964 w Hołnach Wolmera stacjonowała placówka WOP nr 6 22 Białostockiego Oddziału Wojsk Ochrony Pogranicza. Następnie została przekształcona w odwodową strażnicę WOP Hołny Wolmera .
Strażnica odwodowa funkcjonowała do 1984 w strukturach Podlasko-Mazurskiej Brygady WOP i wówczas strażnicę rozformowano, a budynek przekazano Lasom Państwowym .                                                                 
W Hołnach Wolmera służbę pełnił m.in.: Tadeusz Kowalski (szef strażnicy), sierż. Witold Likszo, chor. Andrzej Osiecki, plut. Wacław Rzepnicki (przewodnik psa służbowego), chor. Ryszard Waśkowiak oraz żołnierze służby czynnej i w każdą sobotę żołnierze przyjeżdżali do łaźni miejskiej na kąpiel. Łaźnia była umiejscowiona w długim budynku parterowym, obok Placu Dominikańskiego w Sejnach .

## Ochrona granicy
Faktyczną ochronę powierzonego odcinka granicy państwowej, strażnica rozpoczęła w czerwcu 1946.
W 1956 rejon służbowej odpowiedzialności placówki WOP kategorii „B” Hołny Wolmera obejmował powiat sejneński.
W 1960 6 placówka WOP Hołny Wolmera ochraniała odcinek granicy państwowej o długości 52 km:
- Od znaku granicznego nr 1780 do znaku gran. nr 1900.

Straż Graniczna:

W 1993 czerwiec–koniec września, w związku z dużym nasileniem się przestępczości granicznej na odcinku strażnicy SG w Sejnach, wyznaczona została strażnica polowa w Hołny Wolmera , liczyła średnio ok. 30 funkcjonariuszy SG i 4 pojazdy osobowo-terenowe. Dowódcami strażnicy byli d-cy pododdziałów 1 ko i 2 ko Podlaskiego Oddziału SG: kpt. SG  Włodzimierz Leszczyński i por. SG Jacek Dederko, por. SG Mariusz Tomaszewski, por. SG Janusz Wojciuk, por. SG Józef Strakszys oraz st. sierż. SG Bogusław Różański).

### Sąsiednie strażnice
- 123 strażnica WOP Sankury ⇔ 125 strażnica WOP Stanowisko – 1946
- 117 strażnica WOP Poluńce ⇔ 119 strażnica WOP Stanowisko – 1954

## Dowódcy/komendanci strażnicy/placówki
- ppor. Leonard Osmola[5] (był w 1945)[3]
- sierż. Bronisław Rataj p.o. (był w 1952)
- chor. Stanisław Sterczewski (był w 1952)
- por. Jan Oleksy (był w 1956)[12]
- mjr Tadeusz Dederko (?–1984) – do rozformowania[3] .